# Rauco
Rauco est une commune du Chili faisant partie de la province de Curicó elle-même rattachée à la région du Maule. La superficie de la commune est de 309 km² et sa population en 2012 était de 9878 habitants.

Position de Rauco (en rouge) au sein de la région du Maule.